# The High Road (álbum de Roxy Music)
The High Road es un EP en vivo de la banda de rock inglesa Roxy Music que contiene la grabación de una presentación en Glasgow, Escocia, en la gira soporte del álbum Avalon de 1982.

## Lista de canciones
| N.º | Título                          | Duración |  |
| 1.  | «Can't Let Go» (Bryan Ferry)    | 5:29     |  |
| 2.  | «My Only Love» (Ferry)          | 7:23     |  |
| 3.  | «Like a Hurricane» (Neil Young) | 7:36     |  |
| 4.  | «Jealous Guy» (John Lennon)     | 6:10     |  |

## Créditos
- Bryan Ferry – voz, teclados
- Phil Manzanera – guitarras
- Andy Mackay – saxo, oboe
- Neil Hubbard – guitarras
- Andy Newmark – batería